# Cinnamomum sessilifolium
Cinnamomum sessilifolium är en lagerväxtart som beskrevs av Kanehira. Cinnamomum sessilifolium ingår i släktet Cinnamomum och familjen lagerväxter. Inga underarter finns listade i Catalogue of Life.